# 労働世界
労働世界（勞働世界、ろうどうせかい）は、1897年に労働組合期成会・鉄工組合の共同機関紙として創刊された新聞。日本で初めての本格的な労働組合機関紙であった。労働者の組織化に大きな役割を果たした。また、労働世界と継続後誌は「平民新聞」創刊までの社会主義運動の中心機関誌の役割を果たした。本項目では後継紙誌についても述べる。

## 沿革

### 創刊
労働組合期成会は機関紙の創刊を結成当初から計画し、規約にも明記されていたものの実現しておらず、1897年9月の第2回月次会で高野房太郎ら新聞発行調査委員を選出し具体化を開始した。。10月の期成会第三回月次会において機関紙の発刊の具体的内容が決議され、鉄工組合発足日の12月1日に二組合の共同機関誌として創刊された。発行自体は期成会から切り離し、形式上の発行主体は労働新聞社。主筆は片山潜。ほかに掛川元明、村松民太郎が実務に携わった。
創刊号には前大審院長三好退蔵、衆議院副議長・毎日新聞社社長島田三郎、鈴木純一郎の祝辞と、小林清親の風刺画が飾られた。10ページ建て、1部2厘。最終ページは全面英文で、これは日本の労働運動を国際的に認知させる役割を果たした。当初は月2回刊であったが、1900年6月より月刊化。同年9月より片山の個人経営となり、1901年12月21日、第100号で廃刊した。

### 期成会の機関紙から社会主義の機関紙へ
創刊初期の「労働世界」の目的は、労働組合期成会のスローガンである「労働は神聖なり」「組合は勢力なり」を実行することであり、技術の向上と産業の進歩に資せんとする労使協調的な性格を持っていた。また、労働組合の結成だけでなく「共働店」＝消費組合の結成が説かれた。しかし、1898年4月に発行された第5号には早くも社会主義に好意を示す記述が現れ、1899年27号からは「社会主義欄」が設けられ欧州の社会主義運動についての解説が乗せられるなど、労使協調路線から脱していった。労働組合主義を主張する高野房太郎と社会主義を主張する片山の対立が、期成会と「労働世界」の対立となって現れた。
片山は、紙上で「講壇社会主義」を批判する論陣を張った。また、治安警察法下での労働運動への弾圧に関する告発や、萌芽的なものであるものの労働者階級の政治運動の必要性を打ち出した。前述の「社会主義欄」は、治安警察法下での労働者の政治運動の開始を見越して設けられたものであり、同時に「普通選挙欄」を設け、普通選挙同盟会などによる普選運動の動向を紹介した。
1902年1月、「内外新報」と改題し日刊紙として再刊した。同年4月3日にふたたび「労働世界」に複題し、月3回刊の雑誌として1903年2月23号まで刊行された。3月3日号より「社会主義」と改題し、社会主義協会の機関紙となった。
「社会主義」は初めから社会主義的主張を掲げており、改題第一号では片山が労働者政党の必要性を訴えている。また、木下尚江、西川光二郎らによっても労働者の政治運動による社会運動の必要性が説かれ、これらは日露戦争前夜の非戦論への先鞭をつけた。また、社会主義の宣伝・普及運動についての詳しい報告や、各地の労働者の窮状を明らかにする記事が掲載された。
1903年12月に片山が第二インターナショナル第六回大会に出席するために渡米し、山根吾一が編集を受け継いだ。1904年には「平民新聞」が創刊され、運動の中心はそちらに移るも、社会主義的主張を守り続けた。ただし、詩歌の欄や渡米案内欄などを設け、誌面の内容に幅を持たせている。

### 「渡米雑誌」への変貌
「社会主義」は1904年12月3日の8巻14号まで社会主義協会機関誌として刊行され、その後1905年1月3日発行の9巻1号から「渡米雑誌」に改題された（月刊、B5判）。この背景には、「社会主義」への弾圧を避ける目的と、運動の中心が「平民新聞」に移ったことから「社会主義」の読者層が一変したという事情が存在した。片山の論考は山根に編集が移ってからも載り続けていたが、他の社会主義者の寄稿は徐々に減り、次第に「渡米協会」に関する記事が誌面に埋めるようになっていたのである。ただし、改題後も英題は「The Socialist」、発行所は労働新聞社のままとした。1906年中には、「社会主義」の面影を残していた「世界動静」欄が廃止され、社会主義の要素としてはわずかに片山らの著作の広告や社会主義者の消息が載せられるのみとなった。1906年に「渡米協会会長」である片山が一時帰国すると、山根は「渡米雑誌」と片山の絶縁を誌上で表明、編集部はキングスレー館から退去し新たに「渡米雑誌社」と名乗ったほか、「渡米協会」も分裂設立した。最終的に内容から社会主義色は取り払われ、内務省警保局の調査でも「社会主義の機関を脱した」として監視対象から外された。
その後、1907年6月の10巻10号から増本河南を主筆に迎えた。また、新たに「日米協会」を設立し、文庫回覧、慰問、結婚紹介などの事業を行った。1907年の11巻1号から「亜米利加」に改題し、社名も「亜米利加社」となっている。総合アメリカ情報誌としての内実を充実させ、セオドア・ルーズベルトの称揚、小説の掲載、職業紹介などの新機軸がとられた。日本社会党の「日刊平民新聞」が創刊された際には、「金儲けしたき人は読べし」（ママ）という広告を出稿している。1907年3月号から「日米通信」増刊号の形をとり、1908年5月まで刊行された。また、「渡米協会」の媒体は社会新聞や、片山を主筆とする雑誌「渡米」などに引き継がれた。

## 主な執筆者・編集者など
- 相木鶴吉 - 挿絵などを担当。日本鉄道矯正会。[17]
- 安部磯雄[10]
- 河上清 - 編集[10][18]
- 幸徳秋水[10]
- 小塚空谷 - 編集に携わり、詩や社会講談を発表[19]。
- 杉山重義[10]
- 高野房太郎[10]
- 西川光二郎[10]
- 村井知至[10]
- 横山源之助[10]